# Плутоній-240
Плутоній-240 (240Pu або Pu-240) — ізотоп плутонію, який утворюється, коли плутоній-239 захоплює нейтрон. Виявлення його спонтанного поділу призвело до його відкриття в 1944 році в Лос-Аламосі та мало важливі наслідки для Манхеттенського проекту.
240Pu піддається спонтанному поділу як вторинний спосіб розпаду з невеликою, але значною швидкістю. Наявність 240Pu обмежує використання плутонію в ядерній бомбі, тому що потік нейтронів від спонтанного поділу ініціює ланцюгову реакцію передчасно, спричиняючи раннє вивільнення енергії, яка фізично розсіює ядро до досягнення повної імплозії. Розпадається шляхом альфа-випромінювання до урану-236.

## Ядерні властивості
Приблизно від 62% до 73% часу, коли 239Pu захоплює нейтрон, він зазнає поділу ; решту часу він утворює 240Pu. Чим довше ядерний паливний елемент залишається в ядерному реакторі, тим більшим стає відносний відсоток 240Pu в паливі.
Ізотоп 240Pu має приблизно такий же поперечний переріз захоплення теплових нейтронів, як і 239Pu (289.5±1.4 проти 269.3±2.9 барна), але лише крихітний переріз поділу теплових нейтронів (0,064 барна). Коли ізотоп 240Pu захоплює нейтрон, він приблизно в 4500 разів вища ймовірність перетворитися на плутоній-241, ніж поділитися. Загалом ізотопи з непарними масовими числами мають більшу ймовірність поглинати нейтрон і можуть легше зазнавати поділу при поглинанні нейтронів, ніж ізотопи з парними масовими числами. Таким чином, навіть маса ізотопів має тенденцію до накопичення, особливо в тепловому реакторі.

## Ядерна зброя
Неминуча присутність приблизно 240Pu в ядерній ядерній боєголовці на основі плутонію ускладнює її конструкцію, і чистий 239Pu вважається оптимальним. Зі кількох причин:
- 240Pu має високу швидкість спонтанного поділу. Один блукаючий нейтрон, який потрапляє в надкритичний стан активної зони, спричинить його детонацію майже миттєво, навіть до того, як його буде розчавлено до оптимальної конфігурації. Таким чином, присутність 240Pu може призвести до випадкового вибуху з вибуховою потужністю, значно нижчою за потенційну[8][5].
- Ізотопи, окрім 239Pu, виділяють значно більше радіації, що ускладнює роботу з ними робітникам[8].
- Ізотопи, окрім 239Pu, виробляють більше тепла розпаду, що може спричинити спотворення фазових змін прецизійного сердечника, якщо їм дозволити накопичуватися[8].

Проблема спонтанного поділу була широко досліджена вченими Манхеттенського проекту під час Другої світової війни. Вона унеможливила використання плутонію в ядерній зброї гарматного типу, в якій збирання матеріалу, що розщеплюється, у його оптимальну конфігурацію надкритичної маси може тривати до мілісекунди, і змусила розробити зброю імплозивного типу, де збирання відбувається в кілька мікросекунд. Навіть з такою конструкцією перед тестом Трініті було підраховано, що домішка 240Pu спричинить 12% шанс того, що вибух не досягне максимальної потужності.

## Дивись також
- Вигоряння
- Ізотопи плутонію